# انست‌وده
انست‌وده (به هلندی: Onstwedde) یک منطقهٔ مسکونی در هلند است که در استادس‌کانال واقع شده‌است. انست‌وده ۲٫۸۶۵ نفر جمعیت دارد.